# Бошњачко-хрватски рат
Муслиманско-хрватски сукоб је био оружани сукоб за време рата у Босни и Херцеговини између муслиманских снага предвођених Армијом Републике Босне и Херцеговине и хрватских снага предвођених ХВО-ом и потпомогнутих регуларном војском Републике Хрватске, који је трајао од 18. октобра 1992. до 23. фебруара 1994, када је закључен прекид ватре који је био увод за стварање муслиманско-хрватске федерације у оквиру Босне и Херцеговине потписивањем Вашингтонског споразума.
Због умешаности војске Републике Хрватске овај сукоб је у пресудама Међународног трибунала за ратне злочине у Хагу окарактерисан као међународни конфликт.

## Ситуација пре сукоба
Међу Хрватима у БиХ су постојале две фракције. Већа фракција је заступала идеју Фрање Туђмана о етничкој подели Босне и Херцеговине, док је мања фракција била за јединствену Босну и Херцеговину. Прва фракција је имала своје упориште у Херцеговини, осим групе људи око Блажа Краљевића у Љубушком, који се залагао за јединствену Босну и Херцеговину и за савезништво Муслимана и Хрвата. 
Од два хрватска представника у Председништву Републике Босне и Херцеговине, Фрањо Борас је припадао херцеговачкој фракцији, а Стјепан Кљуић пробосанској. Фрањо Туђман је од самог почетка, протежирао овог првог.
Хрвати су били веома подозриви у вези са улогом Муслимана у хрватском рату, оптуживши многе да су остали у ЈНА током целе 1991. и већег дела 1992. године. Хрватска пропаганда оптужила је команданта босанске ТО, Сефера Халиловића, да је активно учествовао у разарању Вуковара, што се касније показало неистинитим.
Туђман је захтевао међународно признање Хрватске у оквиру њених постојећих граница, а настојао је да подели Босну и Херцеговину. Док је Уставом сопствене Републике Хрватске Србима ускратио статус конститутивног народа, он је ипак захтевао тај статус за Хрвате у БиХ.
ХВО је добијао наоружање и друге потрепштине из Загреба, преко ХДЗ-а Херцеговине. Мате Бобан, под Туђмановим покровитељством је постао de facto вођа Хрвата у БиХ, убрзо одбацивши њихове дотадашње представнике, Кљујића и Бораса.
На дане 13. и 20. јуна 1991. године Фрањо Туђман, је одржао састанак са представницима ХДЗ-а из Босне и Херцеговине, тачније са представницима Херцеговачке и Травничке хрватске регионалне заједнице. Новембра 1991. Херцеговачка и Травничка регионална заједница су у Грудама постигли договор о циљевима хрватског народа, што је резултовало документом којег су потписали чланови ХДЗ-а БиХ Мате Бобан, Дарио Кордић, Иван Бендер, Божо Раић, Јозо Марић и др. У документу је наведено да је трајно опредељење Хрвата у БиХ, заједничка хрватска држава. Бобан је прогласио хрватску државу у западној Херцеговини 18. новембра 1991. године под именом Хрватска заједница Херцег-Босна са властитим оружаним снагама, која је касније, 28. августа 1993. преименована у Хрватску републику Херцег-Босну.
Дана 17. јуна 1992. хрватске снаге су поразиле српску војску у Мостару и заузеле појас херцеговачке територије дуж источне обале реке Неретве.
Мате Бобан је завео хрватски систем локалне управе, хрватски школски систем, и хрватски је постао „званични језик“. Хрватски динар је већ 1991. године заменио југословенску валуту. Хрватска полиција је често шиканирала мостарски студио Радија БиХ, а с времена на време га је и затварала. Полиција је поставила барикаде по целом граду. Бошњацима није било дозвољено да се слободно крећу.
Бобан није никад експлицитно дефинисао шта сматра границама своје државе. Његов заменик у Средњој Босни, данас осуђени ратни злочинац Дарио Кордић био је експлицитнији у свом уверењу да Босна припада Хрватској. Он је оформио штаб у Новом Травнику. Изјавио је да су градови Средње Босне, Травник и Витез, те градови на северу Херцеговине Јабланица и Коњиц, део Херцег-Босне. У три од наведена четири града Бошњаци су били већина. Кордић је тврдио да „Муслимани не представљају посебан народ. Они су Хрвати исламске вере“.
Армија РБиХ је до августа 1992. године извршила пуну мобилизацију и имала 168.500 војника, без снага ХВО-а и МУП-а РБиХ. Највећи проблеми били су односи с ХВО-ом. Док је ХВО, као што је речено у изјави приликом оснивања, забрањивао постојање било каквих јединица на подручју које је сматрао да припада Херцег-Босни, на територији под контролом Армије РБиХ јединице ХВО-а су прихваћене као део оружаних снага РБиХ.
Према наводима официра Армије РБиХ, ХВО је од почетка рата заустављао конвоје са оружјем и логистиком. Главни проблем било је успостављање јединствене команде која би обједињавала и координирала војна деловања против српске војске. Тај проблем биће изражен до краја рата, иако су сва искуства рата говорила да су војни успеси могући тамо где постоји координирано деловање.
Заповедник ХОС-а Херцеговине, пуковник Блаж Краљевић који се ставио под команду Председништва Републике Босне и Херцеговине (на челу са Алијом Изетбеговићем), 9. маја 1992. издаје проглас против поделе Босне и Херцеговине. Дана 20. јуна 1992. године ХВО напада Горњи Вакуф и Нови Травник. Након што је ХОС без сагласности ХВО-а 6. августа заузео делове општине Требиње, Мате Бобан је позвао Блажа Краљевића на састанак у Мостару, дана 9. августа 1992. Данас осуђени ратни злочинац Винко Мартиновић Штела одвео је генерала Краљевића на место састанка. Састанку је наводно присуствовао и министар одбране Хрватске Републике Херцег-Босне.
При повратку са састанка Блаж Краљевић је са осам заменика Хрватских одбрамбених снага упао у унапред постављену клопку Хрватског вијећа одбране. Краљевићева пратња је заустављена ватром из аутоматских пушака. Вођство Хрватских одбрамбених снага било је ликвидирано, а самим тим и део хрватске фракције који је био под командом Алије Изетбеговића.
До новог сукоба између Армије РБиХ и ХВО-а долази 23. октобра 1992, када снаге ХВО-а улазе у Прозор, до тада под надзором Армије РБиХ, и заузимају га, а при томе етнички чисте Муслимане са подручја општине (села Хере, Шћипе, Куте, Варвара, као и град Прозор). Избеглице из Прозора долазе у Горњи Вакуф, након чега ХВО поново покушава да освоји Горњи Вакуф ради војно-стратешког значаја, којим се повезује Херцеговина са Средњом Босном.
Неколико дана касније, 29. октобра 1992, српске снаге заузимају Јајце, што је њихов последњи већи територијални добитак до 1995. године. Јајце је пало захваљујући успешној офанзиви српске војске али и због лоше координације Хрвата и Муслимана у самом граду. Срби су ушли у Јајце док је око 40.000 муслиманских и хрватских грађана Јајца бјежало од њих према Травнику.
У Кисељаку, граду са хрватском већином на западном ободу Сарајева, тврдокорни националисти на челу са ратним злочинцем Ивицом Рајићем, лојални херцеговачким Хрватима, преузели су контролу над локалном владом и ХВО. Они су сарађивали са Србима, који су држали Сарајево под блокадом. Таква ситуација је одговарала хрватској власти у Кисељаку, јер су развили систем картела одржавајући вештачки високе цене робе на црном тржишту у Сарајеву, на начин да су робу куповали од Срба и препродавали је по знатно вишим ценама шверцерима у блокираном Сарајеву, што је за обичне грађане града било погубно.
У децембру месецу 1992. године долази до великог прилива припадника ХВО-а и ХВ у Горњи Вакуф, претежно из западне Херцеговине, под изговором да се спремају за ратишта на Купресу и Бугојну.
Дана 13. јануара 1993. пуковник ХВО-а, Жељко Шиљег поставља ултиматум Армији РБиХ у Горњем Вакуфу, да се разоружа и стави под контролу ХВО-а, позивајући се на „Одлуку ХВО-а о устројству провинција“. Армија РБиХ није прихватила ултиматум. Половином јануара 1993. године хрватске јединице кренуле су у отворени напад на Горњи Вакуф и започеле су са етничким чишћењем градских делова у којима су Хрвати били већина. Нешто раније, исти сценарио је спроведен у селима Узричје, Храсница и Душа. Након ових догађања Горњи Вакуф се нашао у опсадном стању све до марта 1993. године, те је изложен константној артиљеријској и снајперској ватри по стамбеним објектима. У марту је потписано примирје.

## Ескалација сукоба
Крајем априла 1993, сукоб између Муслимана и Хрвата ескалирао је у тотални рат међународног карактера. Вести о поразу у Сребреници изазвале су за Хрвате узнемирујуће гласине, које су се прошириле Средњом Босном да ће на десетине хиљада муслиманских избјеглица стићи за неколико дана. У Кисељаку и Витезу, два џепа насељена Хрватима северно и западно од Сарајева, хрватске милиције у сарадњи са ХВО кренуле су у превентивну акцију.
Ушле су у муслиманско село Ахмићи, које је било окружено селима са хрватским становништвом, и живе спалиле 117 цивила затворених у једној кући у селу, укључујући жене, децу и старе, што је био и највећи злочин муслиманско-хрватског рата. Уследио је талас принудних исељења, убистава и силовања. Муслимани су бежали из Витеза упутивши се ка Травнику или Зеници, тврдећи да су им хрватски војници дали три сата да напусте град или да буду убијени. Поред пута су нађена тела двојице муслиманских лекара, који су путовали из Зенице у Витез, прострељених глава.
У то време у Травнику је ХВО захтевао да се муслиманска армија разоружа и распусти, позивајући се на Венс-Овенов план, према коме је Травник стављен у „хрватску покрајину“. ХВО је захтевао повлачење свих нехрватских снага из те покрајине.
На самој граници сукобом захваћене територије налазио се Вареш, прије рата подједнако насељен Муслиманима и Хрватима уз поприличну српску мањину, која је већ почетком рата избегла или била етнички очишћена. Муслимани и Хрвати су успевали да се одупру сукобу цело лето 1993. године, када на сцену ступа подељеност унутар хрватског народа. Локално руководство је било за даљу сарадњу са Муслиманима заступајући интерес пробосанске струје, али ситуација се погоршала доласком јединице ХВО-а из Кисељака октобра 1993. Локални хрватски начелник и шеф полиције су краће време затворени, а потом смењени са функција. Доведен је човек са стране и постављен за начелника.
Муслимански мушкарци су одведени у заробљеништво, извршен је упад у куће Муслимана и оне су похаране. Хрвати нису могли нити хтели да бране Вареш, пре свега јер им се није уклапао у територијалне планове. Истог часа када су стекли контролу над градом почеле су припреме за евакуацију становништва у Херцеговину. Постојала су два пута за бег, оба преко српске територије.
Евакуација преко српске територије није представљала проблем с обзиром на сарадњу кисељачког ХВО-а са Србима, али муслиманско село Ступни До, два километра удаљено од Вареша, је представљало проблем. У то време Фрањо Туђман 22. октобра 1993. сазива састанак у Председничким дворима уз присуство Јанка Бобетка, Имре Аготића, Јосипа Луцића и Гојка Шушка у којем износи територијалну визију Херцег-Босне на линији Нови Травник—Витез—Бусовача уз решавање питања Мостара и Горњег Вакуфа.
У ноћи 23. октобра 1993, након непрестаног целодневног бомбардовања села Ступни До, припадници хрватских јединица упадају у село након чега чине масакр над становништвом. Оргијање над цивилима и имовином је трајало данима, све до ситних сати 3. новембра 1993. када хрватски начелник наређује хрватском становништву да се до зоре спреме за евакуацију и окупе на градским улицама, позивајући их преко мегафона. Рекао им је да се „муслиманска армија приближава граду са севера, запада и југа“. Преко 10.000 људи избегло је у једној ноћи.

## Споразум
Како је рат трајао, влада САД почела је да врши притисак на Загреб. Клинтон је именовао свог изасланика Чарлса Редмана који је имао задатак да увери Туђмана да заборави на претензије према БиХ.
Американци су изнели став да уколико се то не деси, Хрватска ће изгубити подршку за ослобађање трећине своје територије под српском контролом. Иницијативу о престанку сукоба је подржала и Немачка, од раније наклоњена Хрватској. Савет безбедности је 3. фебруара 1994. поставио Хрватској рок од две недеље да извуче трупе своје регуларне војске из БиХ или да се суочи са последицама. Хрватској је запрећено да ће проћи као и Србија под санкцијама уколико не испоштује ултиматум.
У наредних неколико дана муслиманска и хрватска делегација су дошле у Вашингтон. Споразум о Муслиманско-хрватској федерацији је био потписан, а Хрватској је заузврат обећана војна и економска помоћ.